# امرلال هندوجا
امرلال هندوجا (به انگلیسی: Amr Lal Hendooja) تهیه‌کننده فیلم اهل هند بود.
"امرلال هندوجا" و "نارانداس بگواندلاس" دو نفر از سهام‌داران اصلی "سینما آسیا" در تقاطع جمهوری –ولیعصر از اهالی هندی بودند  که به عنوان واردکننده فیلم در دهه ۱۳۴۰ خورشیدی در ایران مشغول به کار بودند.

## فیلمشناسی
- دنیای تاریک (۱۳۴۸)
- ملعون (۱۳۴۸)
- بازی شانس (۱۳۴۷)
- بازی عشق (۱۳۴۷)
- خطاکاران (۱۳۴۷)